# Furna da Malha
A Furna da Malha é uma gruta portuguesa localizada no concelho das Lajes do Pico, ilha do Pico, arquipélago dos Açores.
Esta cavidade apresenta uma geomorfologia de origem vulcânica em forma de tubo de lava localizado em campo de lava de encosta. Apresenta um comprimento de 2 km.